# Martin Habersbrunner
Martin Habersbrunner (* 1819; † 1886) war ein bayerischer Landwirt und Abgeordneter.

## Werdegang
Habersbrunner war Landwirt in Langenamming bei Osterhofen. Von 1870 bis 1875 und von 1876 bis 1880 gehörte er dem Landrat von Niederbayern an. Nach der Landtagswahl vom 21. Juli 1881 zog er als Vertreter des Wahlkreises Deggendorf/Ndb. in die Kammer der Abgeordneten des Bayerischen Landtags ein. Er war katholisch und Mitglied der Patriotenpartei.
Am 12. November 1885 schied er aus gesundheitlichen Gründen aus dem Parlament aus.